# Reus (stacja kolejowa)
Reus (hiszp. Estación de Reus, kat. Estació de Reus) – stacja kolejowa w miejscowości Reus, we wspólnocie autonomicznej Katalonia, w prowincji Tarragona, w Hiszpanii.
Obsługuje połączenia średniego dystansu i podmiejskie Renfe. W 2010 obsłużyła 778 436 pasażerów.

## Położenie
Znajduje się na linii Miraflores – Tarragona, na wysokości 142 m n.p.m..

## Historia
Pierwszy dworzec kolejowy w Reus otwarto 16 września 1856 wraz z otwarciem odcinka Tarragona-Reus linii kolejowej Tarragona-Lleida przez Compañía del Ferrocarril de Tarragona a Reus. W 1941 w wyniku nacjonalizacji kolei w Hiszpanii stała się częścią RENFE.

## Linie kolejowe
- Miraflores – Tarragona
- La Plana-Picamoixons – Reus